# Doliornis
Genre
Doliornis est un genre d'oiseaux de la famille des Cotingidés, observable en Amérique du Sud.

## Liste des espèces
Selon la classification de référence du Congrès ornithologique international (version 7.3, 2017) :
- Doliornis remseni — Cotinga de Remsen (Robbins, Rosenberg, GH & Molina, FS, 1994)
- Doliornis sclateri — Cotinga de Sclater (Taczanowski, 1874)